# Afirme
Afirme o Banca Afirme, S.A.B de C.V., Institución de Banca Múltiple es una institución bancaria mexicana fundada en el año de 1995 en la ciudad de Monterrey, Nuevo León, México. Actualmente, esta institución cuenta con más de 120 sucursales en el país, principalmente en el estado de Nuevo León, así como también en Chihuahua, Ciudad de México, el Estado de México, Guanajuato, Jalisco, Querétaro y Sinaloa.

## Historia
Banca Afirme S.A. inició operaciones el 2 de enero de 1995, y es subsidiaria de Afirme Grupo Financiero, S. A. de C. V. (Grupo Afirme) con fundamento en la Ley de Instituciones de Crédito. Desde entonces, está autorizada para realizar operaciones de banca múltiple, que comprenden la aceptación y otorgamiento de créditos, cartera de inversiones y operación de reportes e instrumentos financieros.
En 2016, llegó a un acuerdo con Scotiabank para que sus clientes pudiesen utilizar cajeros de ambas bancas sin ninguna comisión, y, en 2020, convino con Banco Azteca en los mismos términos.

## Servicios
- Ahorro
- Inversión
- Créditos de consumo
- Créditos hipotecarios
- Proyectos de inversión
- Capital de trabajo
- Seguro para automóviles